# Anomalon nirvanum
Anomalon nirvanum är en stekelart som först beskrevs av Morley 1926.  Anomalon nirvanum ingår i släktet Anomalon och familjen brokparasitsteklar. Inga underarter finns listade i Catalogue of Life.